# Podlas (Łódź)
Pour les articles homonymes, voir Podlas.
Podlas est une localité polonaise de la gmina et du powiat de Rawa Mazowiecka en voïvodie de Łódź.